# Jeff Browning
Pour les articles homonymes, voir Browning.
Jeff Browning, officiellement Jeffrey Browning, surnommé Bronco Billy, est un athlète américain né en août 1971 à Carrollton, dans le Missouri. Spécialiste de l'ultra-trail, il a notamment remporté la San Diego 100 en 2012 et 2013 ainsi que la Wasatch Front 100 Mile Endurance Run en 2012.

## Résultats
| no  | masculin           | Course                       | Longueur | Départ            | Temps            |
| --- | ------------------ | ---------------------------- | -------- | ----------------- | ---------------- |
| 1er | Médaille d'or      | San Diego 100                | 100 mi   | 9 juin 2012       | 16 h 38 min 59 s |
| 1er | Médaille d'or      | Wasatch Front 100 Mile       | 100 mi   | 7 septembre 2012  | 19 h 33 min 30 s |
| 1er | Médaille d'or      | San Diego 100                | 100 mi   | 8 juin 2013       | 16 h 59 min 24 s |
| 3e  | Médaille de bronze | Ultra-Trail Mt.Fuji          | 169 km   | 25 septembre 2015 | 22 h 01 min 01 s |
| 3e  | Médaille de bronze | Western States Endurance Run | 100 mi   | 25 juin 2016      | 16 h 30 min 40 s |
| 1er | Médaille d'or      | Bear 100 Mile Endurance Run  | 100 mi   | 29 septembre 2017 | 18 h 28 min 48 s |
| 1er | Médaille d'or      | Hardrock 100                 | 100 mi   | 20 juillet 2018   | 26 h 20 min 21 s |
| 1er | Médaille d'or      | Tarawera Ultramarathon       | 100 mi   | 9 février 2019    | 16 h 8 min 54 s  |
| 1er | Médaille d'or      | Bear 100 Mile Endurance Run  | 100 mi   | 27 septembre 2019 | 19 h 06 min 00 s |